# Оттер, Бутч
Кле́мент Леро́й (Бутч) О́ттер (англ. Clement Leroy "Butch" Otter, 3 мая 1942, Колдуэлл, Айдахо) — американский политик, представляющий Республиканскую партию, губернатор Айдахо с 2007 по 2019 год.

## Биография
Бутч Оттер родился в маленькой, небогатой семье. Отец работал электриком, семья жила во множестве сельских районов на западе США. В связи с этим Бутч в детстве сменил 15 разных школ. В 1962 году он окончил Академию Святой Терезы (ныне Школа Епископа Келли) в Бойсе. По религии — римский католик.

## Политические взгляды
Оттер является противником легализации абортов и голосовал за запрет их федерального финансирования. Поддерживает традиционное определение брака как союза между одним мужчиной и одной женщиной. Выступает против ограничений на продажу оружия.